# Mižuli
Mižuli è un centro abitato della Russia.